# Roberto Aceves
Roberto Aceves Villagrán (ur. 7 kwietnia 1962) – meksykański zapaśnik w stylu klasycznym. Olimpijczyk z Los Angeles 1984, gdzie odpadł w eliminacjach w kategorii 62 kg.
Piąty zawodnik igrzysk Ameryki Środkowej i Karaibów w 1982 i Mistrz Ameryki Centralnej z 1984 roku.
Brat Daniela Acevesa, zapaśnika i medalisty olimpijskiego.